# 1-й провулок Олександра Довженка (Мелітополь)
1-й провулок Олександра Довженка — провулок в Мелітополі на Червоній Гірці. Починається від вулиці Олександра Довженка, йде паралельно їй і закінчується, знову зливаючись з вулицею Олександра Довженка.

## Назва
Вулиця названа на честь українського кінорежисера Олександра Довженка.
Поруч знаходяться вулиці Олександра Довженка і 2-й провулок Олександра Довженка.

## Історія
Провулок вперше згадується 26 жовтня 1939 як 1-й провулок Карла Лібкнехта.
В 2016 року в ході декомунізації перейменований на 1-й провулок Олександра Довженка.